# Milojkovac
Milojkovac (en serbe cyrillique : Милојковац) est un village de Serbie situé dans la municipalité de Pirot, district de Pirot. Au recensement de 2011, il ne comptait aucun habitant.

## Démographie
| 1948 | 1953 | 1961 | 1971 | 1981 | 1991 | 2002 | 2011 |
| ---- | ---- | ---- | ---- | ---- | ---- | ---- | ---- |
| 81   | 80   | 68   | 49   | 28   | 13   | 7    | 0    |

|  |